# Canarium maluense
Canarium maluense är en tvåhjärtbladig växtart. Canarium maluense ingår i släktet Canarium och familjen Burseraceae.

## Underarter
Arten delas in i följande underarter:
- C. m. borneense
- C. m. maluense